# 杭州西湖博物馆总馆南宋官窑馆区
30°12′43″N 120°09′03″E / 30.21194°N 120.15083°E
杭州西湖博物馆总馆南宋官窑馆区，即原南宋官窑博物馆，是一座位于中国浙江省杭州市的博物馆，以郊坛下南宋官窑遗址为基础，是中国第一座依托古窑址建立的陶瓷专题博物馆。2020年4月南宋官窑博物馆同杭州西湖博物馆、杭州名人纪念馆整合为杭州西湖博物馆总馆。

## 历史
杭州南宋官窑博物馆占地面积约43000平方米，展馆面积10000平方米，1992年正式对外开放，2002年进行综合改造，2007年博物馆二期扩建，2010年三期扩建工程竣工。
- 东晋越窑槅
- 西晋越窑狮形烛台
- 南宋官窑套盒
- 南宋官窑“内苑”款碗底片
- 南宋官窑镂孔套瓶
- 郊坛下窑址

## 争议
2011年8月，故宫博物院研究员杨静荣在中央电视台的节目中公开质疑杭州南宋官窑博物馆藏品长沙窑大执壶(“壶王”)。杨静荣称，他没见过类似的出土器物；另外，这个壶不实用，壶的比例存在问题，如果装满液体，壶把无法承受整个壶的重量。杨认为这个壶是20世纪90年代后的仿品。杭州南宋官窑博物馆回应，不同意杨静荣的看法，认为这只是“一家之言”，将另找专家进行鉴定。馆方表示，杨静荣之前确实来过杭州南宋官窑博物馆，但他并没有上手看过这件文物，也没有当场表示反对。9月份，有民间制瓷艺人称，这件大执壶与他曾经的一批作品很相似，但是因为他只看到了照片，没有见到实物，所以无法确定是不是自己的作品。据说，20世纪80年代末，湖南长沙铜官镇陶瓷厂曾生产了30余件类似产品。后来，媒体披露，这件执壶是民间收藏家丁仰振从农民手中以1,600元人民币买下的，当时一共买了两件。2004年，丁仰振拿着其中一件参加了中央电视台的赛宝大会（捐给博物馆的壶王是另外一件），被专家现场鉴定为赝品。当时参与鉴定的四位专家是故宫博物院杨静荣、故宫博物院叶佩兰、首都博物馆王春城、景德镇欧阳世彬。然而丁仰振对记者称专家鉴定壶是真品。2005年秋，杭州南宋官窑博物馆扩大规模，征集藏品，丁仰振将自己的584件藏品送往博物馆。博物馆请来南京博物院瓷器鉴定专家“张青花”张浦生、浙江省文物考古研究所研究员朱伯谦、扬州文物培训中心主任朱戟、故宫博物院瓷器专家冯小琦四人进行鉴定，只有在四人一致认为是真品时才予征集。张浦生、朱伯谦和朱戟三人均认定“壶王”为稀世珍品，并建议博物馆将其定为国家一级文物。冯小琦没有在鉴定结论上签名。丁仰振因为捐赠这批文物，收到了杭州市政府1,500万元人民币的奖金。